# J. August Richards
J. August Richards, all'anagrafe Jaime Augusto Richards III (Washington, 28 agosto 1973), è un attore statunitense noto principalmente per le collaborazioni con Joss Whedon in ruoli come il cacciatore di vampiri Charles Gunn nella serie televisiva Angel e l'antieroe Mike Peterson/Deathlok in Agents of S.H.I.E.L.D..

## Biografia
Nato a Washington da genitori di origini panamensi, Richards è cresciuto a Bladensburg, Maryland dove fin da bambino inizia a comparire in varie opere teatrali sviluppando un crescente interesse per la recitazione che lo porta in seguito a frequentare il corso teatrale della Suitland High School, dove si diploma nel 1991. Successivamente si trasferisce a Los Angeles, dove completa i suoi studi teatrali alla University of Southern California.
La carriera dell'uomo inizia prima ancora di terminare gli studi quando, nel 1988, dopo aver conosciuto un direttore del casting, viene scritturato per comparire in un episodio della quinta stagione della serie televisiva I Robinson nel ruolo del ragazzo di Vanessa, interpretata da Tempestt Bledsoe. In seguito alla laurea alla USC, le apparizioni di Richards come guest star in serie TV si fanno sempre più numerose e, a partire dal 1993 compare infatti in: I viaggiatori, The Practice - Professione avvocati, Chicago Hope, Da un giorno all'altro e Nash Bridges. Contemporaneamente interpreta il ruolo del corriere in bicicletta aspirante rapper convinto di essere una vittima di rapimento alieno, Taj Mahal nello spettacolo teatrale di Tina Landau Space, prodotto da Mark Taper Forum.

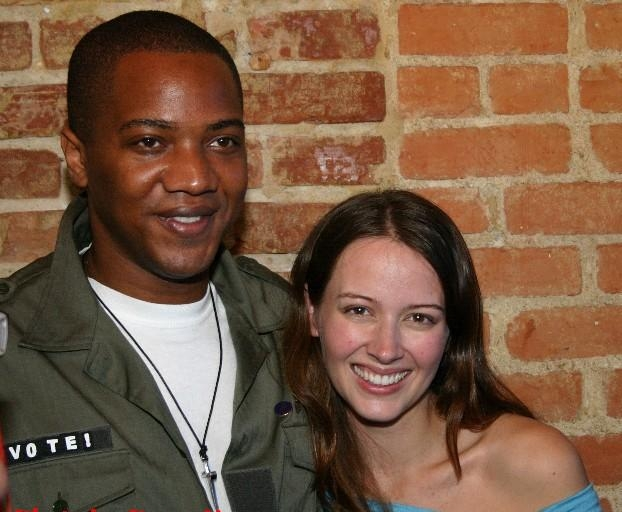
J. August Richards e Amy Acker nel 2004 alla raccolta fondi di John Kerry.

Appare poi nei film Why Do Fools Fall in Love - Un ragazzo di talento e Missione hamburger, oltre che nei film TV Critical Assembly e Mutiny. Successivamente veste i panni del cantante Richard Street nella miniserie NBC The Temptations ed appare nelle serie TV West Wing - Tutti gli uomini del Presidente e 4400. La sua fama è tuttavia dovuta maggiormente all'interpretazione del caparbio cacciatore di vampiri Charles Gunn in Angel. Ruolo che l'uomo ricopre dall'inizio della serie, nel 1999, fino alla sua conclusione nel 2004.
Nella stagione conclusiva di Angel il personaggio di Richards diveniva un avvocato; curiosamente l'attore ha, in seguito, interpretato il ruolo del difensore legale in treulteriori occasioni: la prima nel 2004 in CSI: Miami, dove veste i panni dell'avvocato Bob Villa; la seconda nel 2006 in Conviction, dove interpreta l'imbattuto assistente procuratore distrettuale Billy Desmond ed infine in Avvocati a New York, legal drama durato dal 2008 fino al 2009. Ha inoltre interpretato Richard Webber, il primario del Seattle Grace Hospital, da giovane in un episodio della sesta stagione di Grey's Anatomy; ed è comparso in The Mentalist, Warehouse 13 e Arrow.
Il 24 settembre 2013 prende parte all'episodio pilota della serie televisiva ABC in Agents of S.H.I.E.L.D.. Il suo personaggio, inizialmente imprecisato, viene in seguito introdotto come Mike Peterson, e tramite una serie di apparizioni ricorrenti, lo si scopre essere Deathlok. Nall'aprile 2020, in occasione delle riprese di Council of Dads, dove interpreta il ruolo di un papà gay, ha fatto coming out dichiarandosi omosessuale.

## Filmografia

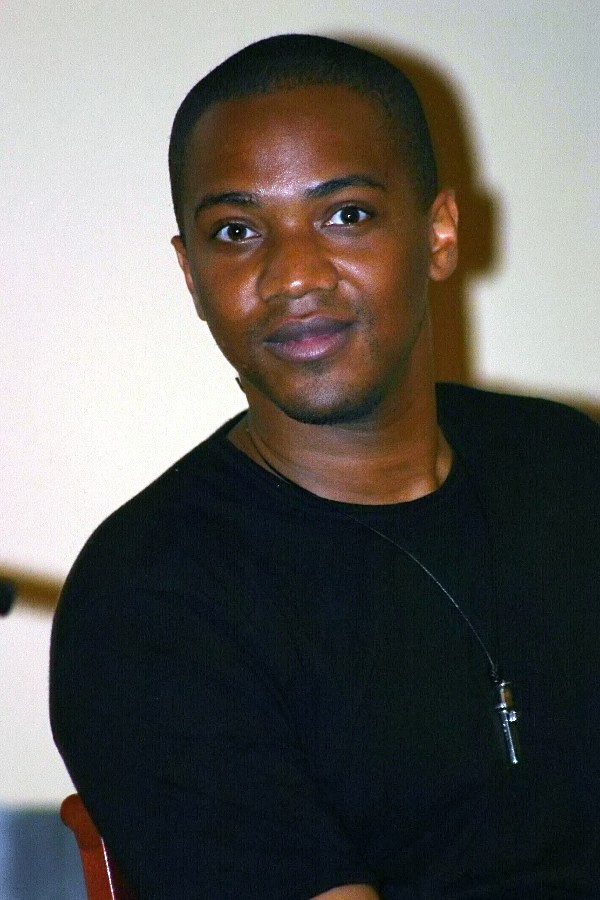
J. August Richards nel 2004.

### Cinema
- OP Center, regia di Lewis Teague - film TV (1995)
- Missione hamburger, regia di Brian Robbins (1997)
- Why Do Fools Fall in Love - Un ragazzo di talento (Why Do Fools Fall in Love), regia di Gregory Nava (1998)
- The Temptations, regia di Allan Arkush - film TV (1998)
- Mutiny, regia di Kevin Hooks - film TV (1999)
- Running Mates, regia di Ron Lagomarsino - film TV (2000)
- Critical Assembly, regia di Eric Laneuville - film TV (2003)
- Paved with Good Intentions, regia di J.D. Cochran - film TV (2006)

### Televisione
- I Robinson (The Cosby Show) - serie TV, episodio 5x05 (1988)
- Otto sotto un tetto (Family Matters) - serie TV, episodio 5x12 (1993)
- Space: Above and Beyond - serie TV, episodio 1x11 (1995)
- Un detective in corsia (Diagnosis: Murder) - serie TV, episodio 3x09 (1996)
- JAG - Avvocati in divisa (JAG) - serie TV, episodio 2x15 (1997)
- Good News - serie TV, episodio 1x07 (1997)
- Players - serie TV, episodio 1x05 (1997)
- Chicago Hope - serie TV, episodio 4x21 (1998)
- Ragazze a Beverly Hills (Clueless) - serie TV, episodio 2x20 (1998)
- I viaggiatori (Sliders) - serie TV, episodio 4x07 (1998)
- The Practice - Professione avvocati (The Practice) - serie TV, episodio 3x22 (1999)
- West Wing - Tutti gli uomini del Presidente (The West Wing) - serie TV, episodio 1x02 (1999)
- Nash Bridges - serie TV, episodio 5x11 (1999)
- Angel - serie TV, 91 episodi (1999-2004)
- Moesha - serie TV, episodio 5x16 (2000)
- Undressed - serie TV, 3 episodi (2000)
- Da un giorno all'altro (Any Day Now) - serie TV, episodio 3x02 (2000)
- CSI: Miami - serie TV, episodio 3x06 (2004)
- Conviction - serie TV, 13 episodi (2006)
- 4400 (The 4400) - serie TV, episodio 3x10 (2006)
- Avvocati a New York (Raising the Bar) - serie TV, 25 episodi (2008-2009)
- Grey's Anatomy - serie TV, episodi 6x15-11x4 (2010, 2014)
- The Defenders - serie TV, 2 episodi (2010)
- The Mentalist - serie TV, episodio 3x17 (2011)
- Warehouse 13 - serie TV, episodio 3x07 (2011)
- Emily Owens, M.D. - serie TV, episodio 1x13 (2013)
- Arrow - serie TV, episodio 1x20 (2013)
- Agents of S.H.I.E.L.D. - serie TV, 12 episodi (2013-2017)
- Notorious – serie TV, 10 episodi (2016)
- Kevin (Probably) Saves the World - serie TV, 16 episodi (2017-2018)
- Council of Dads – serie TV, 10 episodi (2020)
- The Rookie (serie televisiva)The Rookie  - stagione 5 episodio 6 2022

## Doppiatori italiani
- Fabrizio Vidale in Angel, Council of Dads
- Davide Marzi in CSI: Miami
- Massimo Bitossi in Avvocati a New York
- Roberto Gammino in The Mentalist
- Riccardo Scarafoni in Agents of Shield
- Alessandro Ballico in Arrow
- Luca Bottale in Notorious